# Ángela Restrepo Moreno
Ángela Restrepo Moreno (Medellín, 28 de noviembre de 1931-Medellín, 3 de febrero de 2022) fue una microbióloga colombiana con una vasta carrera como investigadora, científica y docente. Su trabajo investigativo se basó en la microbiología con énfasis en enfermedades producidas por hongos, su diagnóstico y tratamiento. Durante su trayectoria recibió una gran cantidad de premios y reconocimientos, y se convirtió en miembro de importantes instituciones como la Sociedad Americana de Microbiología, la Sociedad Internacional de Micología Humana y Animal, la Junta Americana de Microbiología Médica y la Sociedad Colombiana de Medicina Interna.

## Biografía

### Primeros años y formación académica
Nació en la ciudad de Medellín, capital del departamento de Antioquia. Inició su formación académica profesional en el Colegio Mayor de Antioquia, donde obtuvo un título en Tecnología Médica en 1955, convirtiéndose en una de las pioneras en su profesión, en una época donde la mujer no solía desempeñarse a nivel profesional. Entre 1958 y 1960  se trasladó a los Estados Unidos, donde realizó una maestría en ciencias en la Universidad Tulane (New Orleans, USA). Más tarde en 1965, obtuvo su título de Doctorado en Microbiología, de la misma universidad, con la tesis titulada: Propiedades bioquímicas y de reactividad de la piel de fracciones preparadas de cepas de Paracoccidioides brasiliensis (“Nature of the Skin-reactive Principle in Culture Filtrates Prepared from Paracoccidioides brasiliensis”). (ref. thesis Depart of Microbiology, Tulane University School of Medicine).

### Carrera

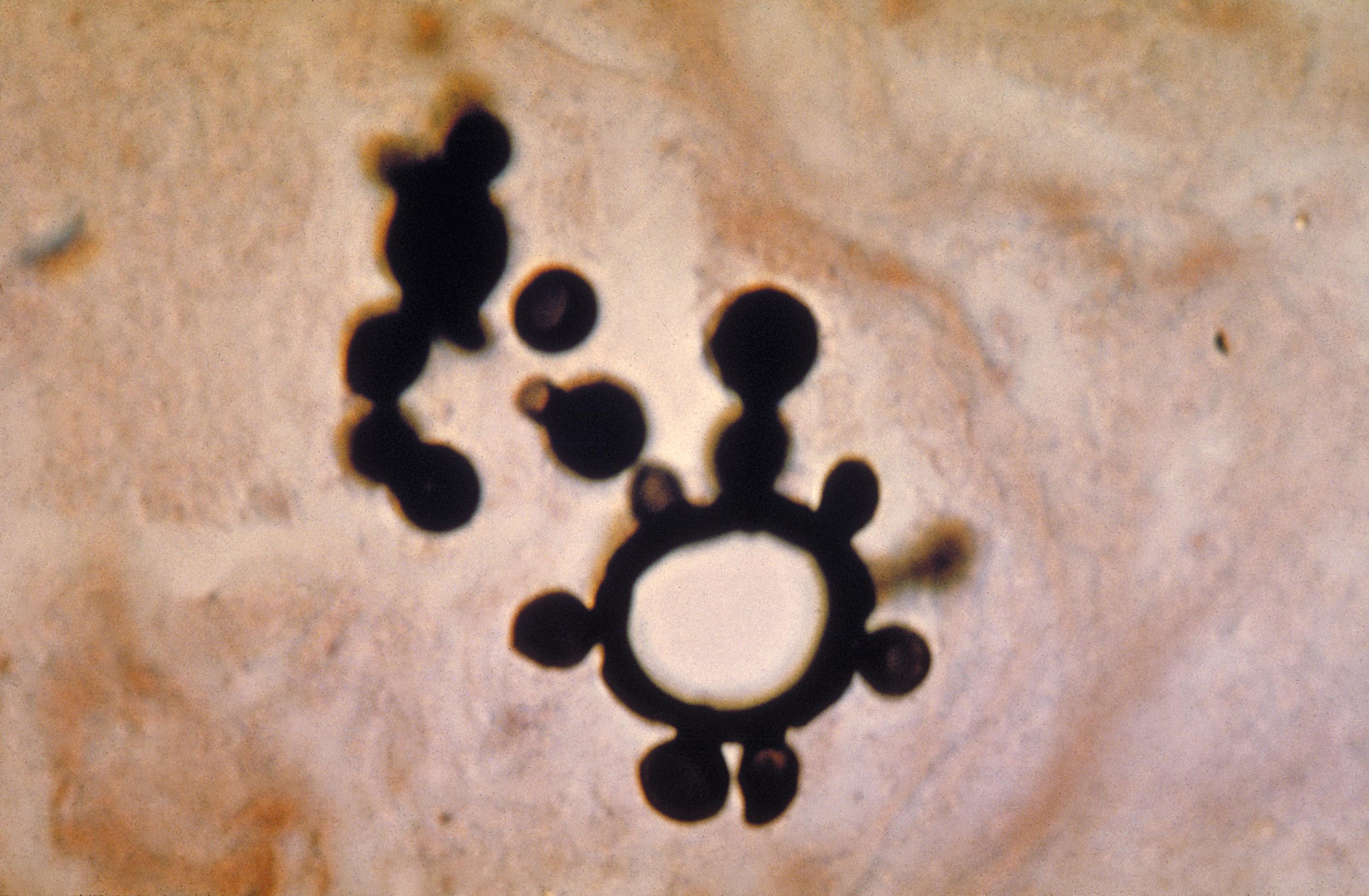
Restrepo dedicó gran parte de su labor investigativa a estudiar la enfermedad Paracoccidioidomicosis, frecuente en Latinoamérica.

En 1955, antes de trasladarse a los Estados Unidos, Restrepo ofició como tecnóloga médica y monitora de prácticas del Departamento de Microbiología y Parasitología de la Facultad de Medicina en la Universidad de Antioquia. Más tarde, en 1958, siendo estudiante de maestría en la Universidad de Tulane, evaluó la asociación antigénica entre cepas de Nocardia, un grupo de bacterias considerado en ese entonces como hongo, y otros Actinomycetales aeróbicos  (ref – researchgate). En su retorno a Colombia en 1960, fundó el Laboratorio de Micología en la Universidad de Antioquia, cargo que ejerció hasta mediados de la década de 1970. Más adelante se vinculó con el Laboratorio de Salud Pública del Servicio Seccional de Salud de Antioquia, desempeñándose como subdirectora y jefe de laboratorio. y un año después, decidió continuar con sus estudios de doctorado en Estados Unidos. Durante sus estudios doctorales, Restrepo estudió la especie Paracoccidioides brasiliensis causante de la Paracoccidioidomicosis, una enfermedad endémica del Sur y Centro América. 
Hasta ése momento se sabía que el hongo causaba reacciones en la piel de pacientes infectados con Paracoccidioides brasiliensis pero se desconocía la naturaleza química del agente causal al igual que la metodología para establecerlo. En su tesis doctoral Restrepo establece, entre otros hallazgos,  la metodología más efectiva para extraer los agentes causantes de las reacciones en la piel en el hongo paracoccidioides.
En 1965, Restrepo regresa al Laboratorio de Micología de la Universidad de Antioquia, donde es pionera en el desarrollo de pruebas serológicas para el diagnóstico de enfermedades causadas por hongos en Suramérica.  Restrepo y su equipo de investigación en Colombia, desarrollan técnicas para mantener el hongo Paracoccidioides brasiliensis en medio sintético de laboratorio, lo que permite estudiar a profundidad su biología.  De esta forma, Restrepo establece su laboratorio como referente nacional para el diagnóstico de enfermedades producidas por hongos. Más tarde, a principios de la década de los 70, fundó la Corporación para Investigaciones Biológicas (CIB) y ejerce como directora de investigación desde 1978 hasta su retiro en el 2015. 
En la CIB, su carrera científica florece y Restrepo se convierte en pionera en el uso de técnicas genéticas moleculares para estudiar la diversidad de hongos patógenos endémicos de Sur y Centro América.  Restrepo y su equipo establecen que el género Paracoccidioides está conformado por al menos cinco especies diferentes de hongos, todas con características clínicas y morfológicas únicas. Estos descubrimientos, llevaron al desarrollo de técnicas moleculares para el diagnóstico de la Paracoccidioides en América Latina.  Con el desarrollo de métodos de detección más precisos, las cifras de incidencia y prevalencia de diferentes micosis en la región se establecen,  y con ellas, el estudio de tratamientos y estrategias de prevención para las comunidades rurales, más comúnmente afectadas por la enfermedad.  
En su bibliografía destacan la publicación de más de 300 artículos científicos y más de 40 capítulos en libros.

### Legado
Desde la década de 1970, sus líneas de investigación se enfocaron principalmente en el estudio de dos enfermedades ocasionadas por hongos, la Histoplasmosis y la Paracoccidioidomicosis. Fundó la corporación para investigaciones biológicas (CIB), hoy un prestigioso centro de investigación con reconocimiento internacional.  Fue la única mujer integrante de la comisión de sabios del gobierno de César Gaviria en 1994 y 1995. Un documento que daba directrices de cómo enfocar el trabajo científico en Colombia y que dio como resultado la apertura de diferentes programas de doctorado. Durante su carrera, estableció las pruebas serológicas para el diagnóstico y  tratamiento de diferentes micosis, con énfasis particular en enfermedades causadas por el hongo paracoccidiomicosis. Restrepo es considerada una líder en el desarrollo científico de Colombia y el resto del mundo. Fue profesora de aproximadamente 300 estudiantes a lo largo de toda Sudamérica..  
En el 2007 recibió el premio SCOPUS a los científicos con el mayor número de publicaciones y citas.  Restrepo contribuyó significativamente al desarrollo de políticas de educación e investigación en Colombia. En su honor, se funda la institución académica Restrepo Restrepo Moreno en el año 2007 localizada en San Antonio de Prado en su ciudad natal, Medellín, Colombia.  
Colaboró con instituciones nacionales e internacionales, entre las que se destacan el Instituto Nacional de Salud y el Departamento Administrativo de Ciencia, Tecnología e Innovación de Colombia y la Universidad de Stanford, la Universidad de Londres y la Universidad Federal de São Paulo, entre otras. Restrepo publicó más de 300 artículos científicos, más de 40 capítulos en libros y más de 30 premios y distinciones de diversa índole.  Recibió tres Doctorados Honoris Causa de la Universidad Pontificia Bolivariana de Medellín, de la Universidad de Antioquia y de la Universidad Nacional de Colombia.

### Vida personal
Nació en Medellín el 28 de octubre de 1931. Hija de Tulia Moreno Correa, secretaria, y Gabriel Restrepo, fundador de manufacturas y cereales Coro, en la ciudad de Medellín. Su abuelo, Julio Restrepo Arango era un médico cuyo consultorio estaba ubicado en casa, en el cual ejercía su profesión y en donde se hallaban múltiples reactivos químicos, junto con un microscopio para su análisis. Este consultorio, y todo lo que había en el, más el libro de cazadores de microbios de Paul de Kruif, serían la inspiración de Restrepo para estudiar microorganismos.  La doctora, como muchos le llamaban, murió en Medellín el 3 de febrero de 2022. 

## Premios y reconocimientos destacados
- 1996 - Doctorado Honoris Causa, Universidad de Antioquia.
- 2000 - Miembro honorario, Colegio Nacional de Bacteriólogos.
- 2004 - El más grande reconocimiento como directora científica de la Corporación para Investigaciones Biológicas.
- 2007 - Doctorado Honoris Causa, Universidad Nacional de Colombia.
- 2008 - Medalla de Oro del Departamento de Antioquia, Gobernación de Antioquia.
- 2008 - Miembro Honorario de la Mycological Society of America (MSA).
- 2008 - Reconocimiento como Miembro Fundador de la Asociación Colombiana de Infectología.
- 2008 - Escudo de Antioquia, Gobernación del departamento de Antioquia.
- 2009 - Distinción Fundadores de la Sociedad de Medicina Tropical, Asociación Colombiana de Parasitología y Medicina Tropical.
- 2010 - Condecoración Grado de Oficial de la Orden Nacional al Mérito, Ministerio De Relaciones Exteriores.
- 2010 - Miembro de la Real Academia de Ciencias Exactas, Físicas y Naturales de España.
- 2013 - Miembro Honorario, Academia Colombiana de Ciencias Exactas, Físicas y Naturales.
- 2014 - Premio Vida y obra a los Investigadores Eméritos de Colombia, Colciencias.